# La Cumbre Perales
La Cumbre Perales är en ort i Mexiko.   Den ligger i kommunen Santa María Chachoápam och delstaten Oaxaca, i den sydöstra delen av landet, 290 km sydost om huvudstaden Mexico City. La Cumbre Perales ligger 2 339 meter över havet och antalet invånare är 142.
Terrängen runt La Cumbre Perales är varierad. Runt La Cumbre Perales är det glesbefolkat, med 8 invånare per kvadratkilometer. Närmaste större samhälle är Asunción Nochixtlán, 12,7 km söder om La Cumbre Perales. I omgivningarna runt La Cumbre Perales växer huvudsakligen savannskog.